# Entacapone
Entacapone (INN) is een geneesmiddel dat wordt gebruikt voor de behandeling van de ziekte van Parkinson. Het is enkel werkzaam in combinatie met levodopa. Entacapone blokkeert het enzym COMT (catechol-O-methyl transferase), dat betrokken is bij de afbraak van levodopa, en verlengt zo de werkingsduur van levodopa.
Entacapone is ontwikkeld door Orion Pharma uit Finland. De merknaam van Orion is Comtess. De Europese Commissie verleende hiervoor een vergunning op 16 september 1998. In bepaalde delen van de wereld wordt het verkocht door Novartis onder de merknaam Comtan. Het is ook verkrijgbaar als generisch geneesmiddel. Het is verkrijgbaar als tabletten met 200 milligram entacapone per tablet.

## Bijwerkingen
Entacapone kan de bijwerkingen van levodopa versterken; dit is vooral mogelijk bij het begin van de behandeling met entacapone. Andere mogelijke bijwerkingen zijn: roodbruin gekleurde urine; misselijkheid; darmklachten zoals buikpijn of diarree.